# 1713
Năm 1713 (MDCCXIII) là một năm thường bắt đầu vào ngày Chủ nhật trong lịch Gregory (hoặc một năm thường bắt đầu vào thứ Tư trong lịch Julius chậm hơn 11 ngày).

## Sinh
- 2 tháng 1 - Marie Dumesnil, nữ diễn viên người Pháp (mất 1803)
- 15 tháng 3 - Nicolas Louis de Lacaille, nhà thiên văn học Pháp (mất 1762)
- 21 tháng 3 - Francis Lewis, người Mỹ của người ký Tuyên ngôn Độc lập (mất 1803)
- 29 tháng 3 - John Ponsonby, chính trị gia Ireland (mất 1789)
- 10 tháng 4 - John Whitehurst, nhà sản xuất đồng hồ Anh (mất 1788)
- 12 tháng 4 - Guillaume Thomas François Raynal, nhà văn người Pháp (mất 1796)
- 21 tháng 4 - Louis, 4 duc de Noailles, Thống chế Pháp (mất 1793)
- 3 tháng 5 - Alexis Claude Clairault, nhà toán học người Pháp (mất 1765)
- 6 tháng 5 - Charles Batteux, nhà triết học Pháp (mất 1780)
- 25 tháng 5 - John Stuart , 3 Earl of Bute, Thủ tướng Vương quốc Anh (mất 1792)
- 11 tháng 6 - Edward Capell, tiếng Anh nhà phê bình (mất 1781)
- 22 tháng 6 - Lord John Philip Sackville, cầu thủ cricket người Anh (mất 1765)
- 22 tháng 7 - Jacques-Germain Soufflot, kiến trúc sư người Pháp (mất 1780)
- 1 tháng 8 - Charles I, Công tước của Brunswick-Lüneburg (mất 1780)
- 14 tháng 9 - Kim Giai Thị, Thục Gia Hoàng Quý Phi của Càn Long Đế (1755)
- 23 tháng 9 - King Ferdinand VI của Tây Ban Nha (mất 1759)
- 5 tháng 10 - Denis Diderot, nhà triết học Pháp và nhà biên tập (mất 1784)
- 7 tháng 10 - Granville Elliott, sĩ quan quân đội Anh (mất 1759)
- 8 tháng 10 - Yechezkel Landau, người Ba Lan (mất 1793)
- 13 tháng 10 - Allan Ramsay, họa sĩ người Scotland (mất 1784)
- 24 tháng 11 - Junipero Serra, Tây Ban Nha truyền giáo Franciscan (mất 1784)
- 24 tháng 11 - Laurence Sterne, nhà văn người Ailen (mất 1768)
- 4 tháng 12 - Gasparo Gozzi, tiếng Ý nhà phê bình và kịch (mất 1786)
- 9 tháng 12 - Evan Kalikow, nhà thơ, nhà tiểu thuyết gia người Nga (mất 1754)Bản mẫu:Trích dẫn cần thiết
- 15 tháng 12 - Welbore Ellis, 1st Baron Mendip, người Anh (mất 1802)